# 7. век
7. век је почео 1. јануара 601. и завршио се 31. децембра 700.

## Српски културни простори

### Личности
Види такође: космолошка доба, геолошки еони, геолошке ере, геолошка доба, геолошке епохе, развој човека, миленији, векови године, дани